# Данли
Данли (исп. Danlí) — город и муниципалитет в южной части Гондураса, на территории департамента Эль-Параисо.

## Географическое положение
Расположен в центральной части департамента, в 92 км к юго-востоку от столицы страны, города Тегусигальпа.
Абсолютная высота — 814 метров над уровнем моря. Ввиду достаточно большой высоты над уровнем моря, климат Данли характеризуется как довольно прохладный, несмотря на тропическое положение города.

## Население
По данным на 2013 год численность населения составляет 62 597 человек.
Динамика численности населения города по годам:
| 1974   | 1988   | 2001   | 2013   |
| ------ | ------ | ------ | ------ |
| 10 825 | 29 025 | 40 915 | 62 597 |